# Quesada (Teksas)
Quesada – jednostka osadnicza w Stanach Zjednoczonych, w stanie Teksas, w hrabstwie Starr.